# 蔡卓妍
蔡卓妍（英語：Charlene Choi，1982年11月22日—），香港女歌手、女演員、女子團體Twins成員，暱稱「阿Sa」。出生于加拿大溫哥華，成長于香港，中三開始為雜誌及廣告擔任兼職模特兒。1999年在電影《自從他來了》擔任特約演員、2000年拍攝青春劇《青春@Y2K》大受歡迎後簽約英皇娛樂成為旗下藝人，與鍾欣潼組成Twins，隔年以歌曲《明愛暗戀補習社》出道。于2005年正式拓展華語市場，進軍台灣，深入校園廣受歡迎。2002年9月，以19歲之齡成為當時最年輕的在紅磡香港體育館（紅館）舉辦演唱會的女歌手。

## 經歷
蔡卓妍在加拿大溫哥華出生，父亲蔡就胜是风盛兴业娱乐公司执行官。她早年在香港仔中心生活，就讀維多利亞幼稚園（與韋羅莎為同學）、寶血小學（小一至小六）、瑪利曼中學（中一至中三）以及玫瑰崗學校（中四至中六上學期）。出道前，蔡卓妍從中三開始便擔任兼職模特兒，以拍攝雜誌及廣告為主，亦曾與中學同學於電影《自從他來了》中擔任特約演員，飾演學生之一。
2000年，蔡卓妍拍攝香港電台電視部製作的青春劇《青春@Y2K》嶄露頭角，開始為年輕人認識，並多次參與廣告及雜誌拍攝。後經《Yes!》雜誌負責人引薦下得經理人霍汶希賞識，簽約英皇娛樂成為旗下藝人。
2001年，她參與電影《戀愛起義》拍攝，片中清新自然的演出令她獲得演出《常在我心》的機會，首次擔任電影女主角，飾演患癌少女，翌年更憑此片獲「第二十一屆香港電影金像獎」之「最佳新演員」提名。同年5月18日，與鍾欣桐組成女子歌唱組合Twins，深受歡迎，首張同名EP推出首日即告售罄，並於年底各大樂壇頒奬禮中橫掃新人獎。
2002年，於9月舉行一連三場「Ichiban興奮演唱會」，當時只有19歲的她更破紀錄成為最年輕在紅磡體育館開演唱會的女藝人以及香港藝人。與鄭伊健主演電影《我老婆唔夠秤》10月上映，開始其喜劇之路。
2003年，主演多部賣座電影，其中電影《下一站…天后》在非典型肺炎疫情影響下，票房逆市大收，令她躋身賣座女星之列。同名電影主題曲亦大受歡迎，該曲同時是她首支獨唱作品。年底於紅館舉行五場跨年演唱會「零4好玩演唱會」。
2004年，以Twins名義奪得2003年度「四台聯頒音樂大獎——傳媒大獎」。首次奪得電影獎項——「第四屆華語電影傳媒大獎」「港台最受歡迎女演員金獎」，也是首個個人獎項；另外亦憑《古宅心慌慌》於「第十屆香港電影評論學會大獎」 首獲影后提名；該年更有十部參與演出的電影上映，約佔全年上映的53部香港電影中的五分之一。
2005年，Twins正式發展國語市場，推出首張國語唱片《見習愛神》，全亞洲銷量達80萬張。7月為配合商業電台廣播劇《36計》宣傳，首次以個人名義將歌曲《魚蛋歌》派台；亦為電影《情癲大聖》歌曲《愛》的粵語版首次填詞。
2006年1月，於紅館舉行四場「一時無兩演唱會」，同年獲香港杜莎夫人蠟像館邀請於館內設立蠟像，當年23歲的她是最年輕獲邀於館內設立蠟像的香港藝人。9月推出首支由她親自作曲的歌曲《你不是好情人》，收錄於專輯《Ho Hoo Tan》中，此曲是她花了三年時間去創作的作品。
2007年，蔡卓妍在多個電影頒奬禮上奪得獎項，對其演藝成就及演技作出肯定。在「香港特區10周年電影選舉」中，獲得由觀眾投票的「我最喜愛新世代女演員」及由業內人士選出的「最具潛質女演員」獎項。在「香港國際影視展及香港亞洲電影投資會2007」期間進行「香港影視業調查報告」中，亦得參展的業內人士選為「香港電影市場最賣座女藝人」之一，屬當中最年輕的入選藝人。她亦自該年起，連續三年入選此項調查。蔡卓妍於7月憑《妄想》在「第十一屆韓國富川國際幻想電影節」首奪「最佳女主角」獎，並於9月在「第十二屆香港電影金紫荊獎」憑電影《戲王之王》中飾演三級片女星單丹一角奪得「最佳女主角」，以及「最受歡迎女主角」，成為雙料影后，也是她於香港首個影后殊榮；亦因此片而拜戲劇大師詹瑞文為師，繼續進修演技。另外，蔡卓妍亦有參與電視綜藝節目演出，主持五集真人騷《阿Sa真人Show》。
2008年1月，Twins於2007年度「十大勁歌金曲頒獎典禮」中首次奪得「亞太區最受歡迎香港女歌星」後，受拍檔鍾欣桐淫照事件影響，蔡卓妍開始作獨立發展，但對其人氣及工作量並無負面影響，除繼續出演電影、拍攝廣告外，7月推出與父親合撰的首本著作《單·親·愛》，描述她與父親的單親家庭生活，收益用作慈善用途，推出僅兩日即告全面售罄；8月為「願望成真基金」籌款，推出首張單曲唱片《Make A Wish》。另外，蔡卓妍再憑《戲王之王》獲「第二十七屆香港電影金像獎」及「第十四屆香港電影評論學會大獎」影后提名；音樂方面，與新加坡歌手林俊傑合唱的歌曲《小酒窩》，深受兩岸三地樂迷歡迎，並憑此曲獲得多項獎項，其中包括於「第三十一屆十大中文金曲頒獎音樂會」中奪得「全國最佳中文歌曲獎」。
2009年，蔡卓妍正式以個人身份發展歌唱事業，首支歌曲《二缺一》於2月派台，得到各台及樂迷支持，4月推出首張個人大碟《二缺一》，獲頒發白金唱片。10月推出首张粤语EP《Another Me》，主打歌有《生還者》及創作歌曲《放得低》等，同樣獲白金唱片銷量。12月於澳門舉行的「蔡卓妍、光良Make A Wish童話音樂會」，是個人發展後首個售票演唱會。同年首次為「饑饉三十」擔任「饑饉之星」，並首次參演台灣偶像劇《呼叫大明星》，以及演出本地舞台劇《勁金歌曲》等，演藝事業更趨多元化。
2010年，蔡卓妍將再次進軍國語市場，除了台灣偶像劇《呼叫大明星》5月開播以外，亦於6月推出首張個人國語大碟《As A Sa》。10月中推出粤语EP《Beauty Remains》。
2011年，蔡卓妍於1月份推出情人節派台歌《年年》，並於2月推出第二张粤語單曲碟《Sweetest Day》。《年年》亦分別於第8、10、12及13週登上903專業推介、新城勁爆流行榜、翡翠台勁歌金榜及香港電台第二台中文歌曲龍虎榜榜首，成為派台歌曲及2011年度首支四台冠軍歌。年中蔡卓妍主力以Twins名義工作，慶祝Twins成立十周年。在年底的樂壇頒奬禮上，蔡卓妍憑歌曲《年年》獲得十大中文金曲十大勁歌金曲獎和新城勁爆歌曲奬。至於在叱咤樂壇流行榜頒獎典禮上，《年年》則入圍我最喜愛歌曲五強和叱咤專業推介20強，成績驕人。
2012年，蔡卓妍于7月發行廣東專輯《Montage》，全碟由Eric Kwok作曲和監製。12月，主演電影我老婆唔夠秤II：我老公唔生性于香港、中國內地和馬來西亞上映。
2013年，蔡卓妍發行廣東專輯《Blooming》，歌曲質素甚高，曲風種類多，被樂迷喻為其最佳的個人專輯。
2019年12月，蔡卓妍出席2019澳門國際電影節及澳門國際電視節頒獎典禮，憑《非分熟女》及網劇《PTU機動部隊》奪得最佳女主角獎，成為雙料影后及視后。

## 個人生活
蔡卓妍與鄭中基因電影《追擊八月十五》結緣並擦出火花，隨即傳出緋聞。二人曾多次默認情侣關係。2010年初，傳出二人隱婚的消息。2010年1月當Twins錄製《志雲飯局》時，蔡卓妍曾表示對感情不是不坦白，只是不說那麼白而已。3月4日出席時裝活動時表示自己現時單身。3月17日在電影《美麗密令》的宣傳活動上，她稱與鄭中基已分手一段時間，兩人是因為了解而分開。另一邊廂鄭中基也在電影《越光寶盒》的宣傳活動上承認與蔡卓妍已經分開一段時間。2010年3月27日香港《蘋果日報》刊登二人早於2006年1月31日在美國洛杉磯范奈兹註冊結婚之結婚證書。同日傍晚，二人出席記者會，承認他們倆早於2006年結婚，並已辦妥離婚手續幾個月。
其後，蔡卓妍與陳偉霆因合作電影《美麗密令》一吻定情，並於2010年10月10日公開承認戀情；2015年9月20日，雙方於微博發表聲明宣布分手。
2017年秋，蔡卓妍被傳與連詩雅舊愛「百億麻將館太子爺」石恆聰拍拖，期後於出席活動期間親口證實新戀情。
2019年，蔡卓妍完成第二次凍卵，因荷爾蒙的分泌改變，令整個人脹了很多。
2023年8月13日，蔡卓妍被傳出與石恆聰因第三者而分手，其後蔡卓妍承認兩人已分開一段時間，但與第三者無關。

## 其他
除了歌唱與電影事業外，蔡卓妍亦經常作多方面發展，包括歌曲創作、執導、寫書、設計等。此外，她曾先後於2002年及2006年開設時裝店Low B Club及LB Club，以發售二手衣飾、個人設計品牌及外國品牌為主。2006年，獲香港杜莎夫人蠟像館邀請於館內設立蠟像，更是最年輕獲邀於館內設立蠟像的香港藝人。
2008年7月與父親合撰的首本著作《單·親·愛》推出，描述她與父親的單親家庭生活，推出僅兩日即告全面售罄。同年8月推出單曲唱片《Make A Wish》，收益全數作慈善用途。2009年4月，蔡卓妍推出首張個人粤语專輯《二缺一》。2010年6月，蔡卓妍推出首張個人國語專輯《As a Sa》。10月中推出第2張粤语EP《Beauty Remains》。

## 音樂作品
- 註：專輯詳細資訊請另見專輯條目

### 個人專輯
| 專輯 # | 專輯名稱                     | 專輯類型 | 發行公司 | 發行日期       | 曲目 |
| ------ | ---------------------------- | -------- | -------- | -------------- | --- |
| 1st    | Make a wish                  | 單曲     | 英皇娛樂 | 2008年8月23日  | 曲目 AVCD 1. Computer Data Not Playable 2. Make a Wish MV 3. Make a Wish |
| 2nd    | 二缺一                       | 大碟     | 英皇娛樂 | 2009年4月9日   | 曲目 CD 1. 二缺一 2. I'm Sorry 3. Cross Over 4. 蝴蝶結 5. 氫氣球 6. 明知你的他沒有 7. 二缺一 (國) 8. Make A Wish(香港願望成真基金主題曲) 9. 小酒窩 (國) 與林俊傑合唱 10. 心跳如歌 (電影「武俠梁祝」主題曲) 11. 小酒窩 與林俊傑合唱 12. 心如蝶舞(電影「劍蝶」主題曲 )《心跳如歌》國語版 DVD 1. 二缺一 2. I'm Sorry 3. 明知你的他沒有 |
| 2nd    | 二缺一 （限量版）            | 大碟     | 英皇娛樂 | 2009年5月6日   | 曲目 CD 1. 二缺一 2. I'm Sorry 3. Cross Over 4. 蝴蝶結 5. 氫氣球 6. 明知你的他沒有 7. 二缺一 (國) 8. Make A Wish(香港願望成真基金主題曲) 9. 小酒窩 (國) 與林俊傑合唱 10. 心跳如歌 (電影「武俠梁祝」主題曲) 11. 小酒窩 與林俊傑合唱 12. 心如蝶舞(電影「劍蝶」主題曲 )《心跳如歌》國語版 DVD 1. 二缺一 2. I'm Sorry 3. 明知你的他沒有 4. 二缺一 (國) |
| 3rd    | Another Me                   | EP       | 英皇娛樂 | 2009年10月15日 | 曲目 CD 1. 生還者 2. 放得低 3. 等一個懷抱 4. 幸福空氣 5. 同班同學 DVD 1. 生還者 MV 2. 放得低 MV 3. 幸福空氣 MV |
| 3rd    | Another Me （USB精裝版）     | EP       | 英皇娛樂 | 2009年10月30日 | 曲目 CD 1. 生還者 2. 放得低 3. 等一個懷抱 4. 幸福空氣 5. 同班同學 DVD 1. 生還者 MV 2. 放得低 MV 3. 幸福空氣 MV |
| 3rd    | Another Me （寫真集精裝版）  | EP       | 英皇娛樂 | 2009年11月20日 | 曲目 CD 1. 生還者 2. 放得低 3. 等一個懷抱 4. 幸福空氣 5. 同班同學 DVD 1. 生還者 MV 2. 放得低 MV 3. 幸福空氣 MV |
| 3rd    | Another Me （Towngas限定版） | EP       | 英皇娛樂 | 2009年12月15日 | 曲目 CD 1. 生還者 2. 放得低 3. 等一個懷抱 4. 幸福空氣 5. 同班同學 DVD 1. 生還者 MV 2. 放得低 MV 3. 幸福空氣 MV |
| 4th    | As a Sa                      | 國語大碟 | 英皇娛樂 | 2010年6月15日  | 曲目 CD 1. 愛贏才會拼(《呼叫大明星》電視劇主題曲) 2. 往事並不如煙 3. 大風暴 4. 放手 5. 未來未必來 6. 知己 7. 捨得愛 8. 抽離 9. 二缺一 10. 無力下去 11. 明知道 (國) DVD' 1. 愛贏才會拼(《呼叫大明星》電視劇主題曲) MV 2. 往事並不如煙 MV 3. 大風暴MV 4. 知己 MV |
| 4th    | As a Sa (台灣版)             | 國語大碟 | 英皇娛樂 | 2010年6月15日  | 曲目 CD 1. 愛贏才會拼(《呼叫大明星》電視劇主題曲) 2. 往事並不如煙 3. 大風暴 4. 放手 5. 未來未必來 6. 知己 7. 捨得愛 8. 抽離 9. 二缺一 10. 無力下去 11. 明知道 (國) DVD' 1. 愛贏才會拼(《呼叫大明星》電視劇主題曲) MV 2. 往事並不如煙 MV 3. 大風暴MV 4. 知己 MV |
| 4th    | As a Sa (中國大陸)           | 國語大碟 | 英皇娛樂 | 2010年6月23日  | 曲目 CD 1. 愛贏才會拼(《呼叫大明星》電視劇主題曲) 2. 往事並不如煙 3. 大風暴 4. 放手 5. 未來未必來 6. 知己 7. 捨得愛 8. 抽離 9. 二缺一 10. 無力下去 11. 明知道 (國) DVD' 1. 愛贏才會拼(《呼叫大明星》電視劇主題曲) MV 2. 往事並不如煙 MV 3. 大風暴MV 4. 知己 MV |
| 4th    | As a Sa (新馬版)             | 國語大碟 | 英皇娛樂 | 2010年7月      | 曲目 CD 1. 愛贏才會拼(《呼叫大明星》電視劇主題曲) 2. 往事並不如煙 3. 大風暴 4. 放手 5. 未來未必來 6. 知己 7. 捨得愛 8. 抽離 9. 二缺一 10. 無力下去 11. 明知道 (國) |
| 5th    | Beauty Remains （第一版）    | EP       | 英皇娛樂 | 2010年10月15日 | 曲目 CD 1. 簡簡單單 2. 早沾勿藥 3. 煞有介事 4. 黑與白 5. 小玩笑 CD 1. 簡簡單單 MV 2. 煞有介事 MV |
| 5th    | Beauty Remains （第二版）    | EP       | 英皇娛樂 | 2010年12月23日 | 曲目 CD 1. 簡簡單單 2. 早沾勿藥 3. 煞有介事 4. 黑與白 5. 小玩笑 CD 1. 簡簡單單 MV 2. 煞有介事 MV 3. 早沾勿藥 MV |
| 6th    | Sweetest Day                 | EP       | 英皇娛樂 | 2011年2月10日  | 曲目 CD 1. 年年 2. 大人國 DVD 1. 年年（MV） 2. 簡簡單單（Karaoke MV） 3. 早沾勿藥（Karaoke MV） 4. 煞有介事（Karaoke MV） 5. 生還者（Karaoke MV） 6. 放得低（Karaoke MV） 7. 幸福空氣（Karaoke MV） 8. 二缺一（Karaoke MV） 9. I'm Sorry（Karaoke MV） 10. 氫氣球（Karaoke MV） 11. 明知你的他沒有（Karaoke MV） 12. Make A Wish（Karaoke MV） 13. 愛贏才會拼（Karaoke MV） 14. 往事並不如煙（Karaoke MV） 15. 大風暴（Karaoke MV） 16. 知己（Karaoke MV） |
| 7th    | Montage （首批限量特別版）   | 大碟     | 英皇娛樂 | 2012年7月24日  | 曲目 CD 1. 二減一 2. 明明 3. 鬆弛熊 4. 白頭到老 5. 但願明天一醒世界末日 6. 瓦努阿圖 7. 種我 8. 狗恩歌 9. 火車瓹山窿 10. 盛女怕作戰 DVD 1. 明明 MV 2. 白頭到老 MV |
| 7th    | Montage （第二版）           | 大碟     | 英皇娛樂 | 2012年7月24日  | 曲目 CD 1. 二減一 2. 明明 3. 鬆弛熊 4. 白頭到老 5. 但願明天一醒世界末日 6. 瓦努阿圖 7. 種我 8. 狗恩歌 9. 火車瓹山窿 10. 盛女怕作戰 DVD 1. 明明 MV 2. 白頭到老 MV |
| 8th    | Blooming                     | 大碟     | 英皇娛樂 | 2013年6月20日  | 曲目 CD 1. 活着 2. 錯過 3. 聰明笨伯 4. 憐香惜玉 5. 小地方 6. 未夠討好 7. 薄霧 8. 東西 9. 受寵若驚 10. 開麥拉 11. 錯過（Instrumental） DVD 1. 活着 MV 2. 錯過 MV 3. 聰明笨伯 MV 4. 憐香惜玉 MV 5. 薄霧 MV |

### 其他主唱作品
- 下一站天后（獨唱版）（收錄於twins「Touch of Love」）（2003）
- 魚蛋歌 （與苦榮合唱）（收錄於「芝See菇Bi Family36計」）（2005）
- 愛（粵）（與謝霆鋒合唱）（電影《情癲大聖》主題曲）（收錄於「影視旗艦店」）（2005）
- 愛（國）（與謝霆鋒合唱）（電影《情癲大聖》主題曲）（收錄於「釋放」）（2005）
- 情聖（國）（與謝霆鋒合唱）（電影《情癲大聖》主題曲）（收錄於「情癲大聖電影原聲大碟」）（2005）
- 一個人看電影（國）（收錄於twins「八十塊環遊世界」）（2006）
- 你不是好情人（獨唱版）（收錄於twins「Ho Hoo Tan」）（2006）
- 樂樂福牛 (與元氣G-Boys合唱) (《北京殘奥會》吉祥物發布儀式 主題曲) (2006)
- 黑馬（收錄於twins「Twins Party」）（2007）
- 相反詞（收錄於twins「Twins Party」）（2007）
- 小酒窝（国语版）（与林俊杰合唱）（收录于Twins《二缺一》专辑中）（2008）
- 小酒窝（粤语版）（与林俊杰合唱）（2008）
- 可愛可不愛(獨唱版)（（國）（收錄於twins「桐話妍語」）（2008）
- 妹妹（國）（收錄於twins「桐話妍語」）（2008）
- 60分（國）（收錄於twins「桐話妍語」）（2008）
- 十項全能（粵）（與林峯、容祖兒、謝霆鋒、泳兒、田亮、黃耀明、鄭希怡、李準基、成龍合唱）（「全力支持北京2008奧運會打氣歌曲」）（2008）
- 十項全能（國）（與林峯、容祖兒、謝霆鋒、泳兒、田亮、黃耀明、鄭希怡、李準基、成龍合唱）（「全力支持北京2008奧運會打氣歌曲」）（2008）
- Make A Wish（Joy and Peace Remix）（2008）
- 衝出世界（群星合唱）（香港2009東亞運動會主題曲）（2008）
- 唱旺09（與林峯、王祖藍、泳兒、陳偉霆、鍾舒漫、張致恒合唱）（收錄於「唱旺09（新曲+精選）」）（2009）
- 一直都在（與林峯合唱）（電影《翡翠明珠》主題曲）（收錄於「Come 2 Me」）（2010）
- 一直都在（國）（與林峯合唱）（電影《翡翠明珠》主題曲）（收錄於「翡翠明珠電影原聲大碟」）（2010）
- Everyone（國）（群星合唱）（廣州2010亞洲運動會主題曲）（2010）
- 叻叻兔福星（與杜汶澤、王祖藍合唱）（收錄於「叻叻兔福星」）（2011）
- 不要輸給心痛（日語版）（群星合唱）（愛心無國界311燭光晚會主題曲）（2011）
- 不要輸給心痛（國語版）（群星合唱）（愛心無國界311燭光晚會主題曲）（2011）
- 不要輸給心痛（粵語版）（群星合唱）（愛心無國界311燭光晚會主題曲）（2011）
- 不一樣的精彩（與陳楚生合唱）（深圳第26屆大運會火炬傳遞主題曲）（2011）
- 遇見好心情（國）（統一阿薩姆奶茶廣告歌）（2011）
- 夏宇的愛情（國）（遇見好心情改进版）（收錄於「3650」）（2011）
- 魚樂無窮（收錄於「年度熱愛 2011」）（2012）
- 為什麼（國）（2012）
- Let's Fly Away（群星合唱）（香港沙士十周年主题曲）（2013）
- 最近比較煩（國）（與鄭希怡、容祖兒、鍾欣潼合唱）（歌詞改編自李宗盛、周華健和黃品冠同名歌曲，收錄於「I'm A Lucky Girl」）（2014）
- 囍從天降（與朱丹、黃綺珊等藝人合唱）（天津衛視綜藝節目《囍從天降》主題曲）（2014）

以及所有由Twins主唱之歌曲及已收錄於個人專輯內之歌曲。

### 派台歌曲成績
註：組合名義的派台歌，請參閱Twins之頁面。
| 上榜最高位置         | 上榜最高位置         | 上榜最高位置 | 上榜最高位置 | 上榜最高位置 | 上榜最高位置 | 上榜最高位置                                                        |
| -------------------- | -------------------- | ------------ | ------------ | ------------ | ------------ | ------------------------------------------------------------------- |
| 唱片                 | 歌曲                 | 903          | RTHK         | 997          | TVB          | 備註                                                                |
| 2005年               |                      |              |              |              |              |                                                                     |
| 芝See菇Bi Family36計 | 魚蛋歌               | 2            | -            | -            | -            | 與苦榮合唱                                                          |
| 2008年               |                      |              |              |              |              |                                                                     |
| 桐話妍語             | 妹妹                 | -            | 13           | 4            | -            |                                                                     |
| Make a Wish、二缺一  | Make a Wish          | -            | 3            | 1            | 1            | 首支冠軍歌 另派Joy And Peace Remix版本                              |
| JJ陸、二缺一         | 小酒窩（國）         | -            | 3            | 3            | -            | 與林俊傑合唱                                                        |
| 2009年               |                      |              |              |              |              |                                                                     |
| 二缺一               | 二缺一               | 1            | 3            | 1            | 1            | 首支三台冠軍歌                                                      |
| 二缺一               | I'm Sorry            | 2            | 1            | 3            | 2            |                                                                     |
| 二缺一               | 氫氣球               | -            | -            | 3            | -            |                                                                     |
| Another Me           | 生還者               | 20           | 6            | 2            | 3            |                                                                     |
| Another Me           | 放得低               | 15           | 3            | 1            | 1            |                                                                     |
| Another Me           | 幸福空氣             | 20           | 4            | 3            | -            |                                                                     |
| 2010年               |                      |              |              |              |              |                                                                     |
| As a Sa              | 知己（國）           | -            | -            | 4            | -            |                                                                     |
| As a Sa              | 愛贏才會拼（國）     | -            | -            | -            | -            |                                                                     |
| As a Sa              | 往事並不如煙（國）   | -            | 17           | -            | 7            |                                                                     |
| 翡翠明珠電影原聲大碟 | 一直都在             | -            | -            | -            | 2            | 與林峯合唱                                                          |
| Beauty Remains       | 簡簡單單             | 9            | -            | 2            | 1            |                                                                     |
| Beauty Remains       | 早沾勿藥             | -            | 3            | 2            | -            |                                                                     |
| 2011年               |                      |              |              |              |              |                                                                     |
| Sweetest Day         | 年年                 | 1            | 1            | 1            | 1            | 首支四台冠軍歌 另派Brick Remix版                                    |
| Sweetest Day         | 大人國               | -            | -            | 2            | 1            |                                                                     |
| 2012年               |                      |              |              |              |              |                                                                     |
| Montage              | 明明                 | 5            | 1            | 2            | 1            |                                                                     |
| Montage              | 白頭到老             | 6            | 6            | 1            | 5            |                                                                     |
| Montage              | 但願明天一醒世界末日 | -            | -            | -            | -            |                                                                     |
| 2013年               |                      |              |              |              |              |                                                                     |
| Blooming             | 錯過                 | 9            | 1            | 1            | 1            | 三台冠軍歌                                                          |
| Blooming             | 活著                 | 2            | 3            | 3            | 2            | 翻唱作品                                                            |
| Blooming             | 憐香惜玉             | -            | -            | -            | -            |                                                                     |
| 2014年               |                      |              |              |              |              |                                                                     |
| I'm A Lucky Girl     | 最近比較煩           | -            | -            | -            | -            | 與鄭希怡、容祖兒、鍾欣潼合唱 原曲為李宗盛、周華健、黃品冠的同名作品 |
| 2016年               |                      |              |              |              |              |                                                                     |
|                      | 親愛的你好嗎         | -            | 15           | 6            | -            | 與馬天佑合唱                                                        |
| 2018年               |                      |              |              |              |              |                                                                     |
|                      | 不死                 | 11           | -            | -            | -            | 與張繼聰合唱                                                        |

| 各台冠軍歌總數 | 各台冠軍歌總數 | 各台冠軍歌總數 | 各台冠軍歌總數 | 各台冠軍歌總數    |
| -------------- | -------------- | -------------- | -------------- | ----------------- |
| 903            | RTHK           | 997            | TVB            | 備註              |
| 2              | 4              | 6              | 8              | 四台冠軍歌總數：1 |

- 上榜中（*）

其他派台歌曲，詳見於Twins之條目。

### 作曲作品
- 你不是好情人（電影《妄想》主題曲）（Twins主唱）（收錄於「Ho Hoo Tan」）（2006）
- 布拉格之戀（Twins主唱）（收錄於「Twins Party」）（2007）
- 放得低（收錄於「Another Me」）（2009）
- 捨得愛（國）（《放得低》國語版）（收錄於「As A Sa」）（2010）
- Rainbow（國）（Twins主唱）（收錄於「3650」）（2011）

### 填詞作品
- 愛（粵）（與謝霆鋒合唱）（電影《情癲大聖》主題曲）（收錄於「影視旗艦店」）（2007）

### 和音作品
- Bad Boy（Featuring部份，鄭伊健主唱）（電影《Bad Boy特攻》主題曲）（收錄於「英皇盛世影視主題曲精選」）（2001）
- 我很想愛他（國）（Twins主唱）（收錄於「八十塊環遊世界」）（2006）
- 小心愛（Twins主唱）（收錄於「我們相愛6年」）（2007）
- 紅噹噹飛吻（Twins、草蜢主唱）（收錄於「我們相愛6年」）（2007）
- 相反詞（收錄於「Twins Party」）（2007）
- 可愛可不愛（妍語版）（國）（收錄於「桐話妍語」）（2008）
- I'm Sorry（收錄於「二缺一」）（2009
- 等一個懷抱（收錄於「Another Me」）（2009）
- 幸福空氣（收錄於「Another Me」）（2009）
- 一直看見天使（容祖兒主唱）（收錄於「Joey Ten」）（2010）

### 音樂會

#### 個人
- 「2009饑饉三十開幕音樂會」（2009/04/18）
- 「one2free蔡卓妍《二缺一》慶功Show」（2009/05/20）
- 「新城Pop Queens音樂會」（2009/07/15）
- 「蔡卓妍、光良Make A Wish童話音樂會」（2009/12/12）

#### 其他
- 「明報周刊一起唱和精采四十年慈善音樂會」（演出歌手）（2008/11/06）
- 「2009饑饉三十閉幕音樂會」（表演嘉賓）（2009/04/19）
- 「古巨基Eye Fever演唱會2009」（第五場）（表演嘉賓）（2009/04/27）
- 「成龍和他的朋友們2009北京大型演唱會」（演出歌手）（2009/05/01）
- 「林峯峯·情無限演唱會」（第二場）（表演嘉賓）（2009/06/18）
- 「新城18聲光綻放音樂會」（演出歌手）（2009/08/20）
- 「EPS Forever Green 25X新城音樂會」（演出歌手）（2009/09/04）
- 「ANSON LO 「THE STAGE」 IN MY SIGHT SOLO CONCERT 2023」（第二場）（表演嘉賓）（2023/07/25）
- 「The Fabulous 40 Priscilla LIVE IN HONG KONG 陳慧嫻演唱會」（第七場）（表演嘉賓）（2025/01/30）

## 演出作品

### 電影
| 年份 | 影片名稱                     | 角色                | 備註                                   |
| 2000 | 自從他來了                   | 前排學生            | 特約演員                               |
| 2001 | 戀愛起義之不得了             | Charlene            |                                        |
| 2001 | 常在我心                     | 黃君兒              |                                        |
| 2002 | 這個夏天有異性               | 蔡琪                |                                        |
| 2002 | 一碌蔗                       | 阿藍                |                                        |
| 2002 | 我老婆唔夠秤                 | 馬淑玲（YoYo）      |                                        |
| 2003 | 下一站…天后                  | 金大喜              |                                        |
| 2003 | 千機變                       | Helen               |                                        |
| 2003 | 戀上你的床                   | 阿塔                |                                        |
| 2003 | 古宅心慌慌                   | 丁詩                |                                        |
| 2004 | 鬼馬狂想曲                   | 筷子姊妹花          | 特別演出                               |
| 2004 | 見習黑玫瑰                   | 沙織                |                                        |
| 2004 | 這個阿爸真爆炸               | 任妍霽（Ellen）     |                                        |
| 2004 | 戀情告急                     | 歐陽心結（Crystal） |                                        |
| 2004 | 千機變II之花都大戰           | 春十三少            |                                        |
| 2004 | 追擊八月十五                 | 陳美玲              |                                        |
| 2004 | 新警察故事                   | 莎莎                |                                        |
| 2004 | 身驕肉貴                     | 愛情的士司機        | 客串演出                               |
| 2004 | 阿孖有難                     | 珍                  |                                        |
| 2004 | 大無謂                       | 阿Sa                |                                        |
| 2005 | 精武家庭                     | 小柔（Ella）        | 特別演出                               |
| 2005 | 蟲不知                       | 莎莎子              | 友情演出                               |
| 2005 | 再說一次我愛你               | 梁紫晴              |                                        |
| 2005 | 情癲大聖                     | 岳美艷              |                                        |
| 2006 | 寶貝計劃                     | 白燕                |                                        |
| 2006 | 妄想                         | 梁詠娜、何麗儀      |                                        |
| 2007 | 雙子神偷                     | 珍珠                |                                        |
| 2007 | 甜心粉絲王                   | 蘇絲                |                                        |
| 2007 | 戲王之王                     | 單丹                | 首度入圍第27屆香港電影金像獎最佳女主角 |
| 2007 | 地獄第19層                   | 蘊涵（Wendy）       | 特別演出                               |
| 2008 | 功夫灌籃                     | 丁莉莉              |                                        |
| 2008 | 武俠梁祝                     | 祝言之              |                                        |
| 2009 | 家有囍事2009                 | 保險經紀人          | 客串                                   |
| 2009 | 風雲II                       | 第二夢              |                                        |
| 2010 | 全城熱戀熱辣辣               | 泳裝美女            | 客串                                   |
| 2010 | 美麗密令                     | 鍾愛芳              |                                        |
| 2010 | 鎗王之王                     | 婷婷                |                                        |
| 2010 | 翡翠明珠                     | 嫣公主              |                                        |
| 2011 | 財神客棧                     | 水龍女              |                                        |
| 2011 | 白蛇傳說                     | 青蛇                |                                        |
| 2012 | 我老婆唔夠秤II：我老公唔生性 | 馬淑玲（YoYo）      |                                        |
| 2013 | 快樂到家                     | 女巫                | 客串                                   |
| 2013 | 超級經理人                   | 孫美美              |                                        |
| 2014 | 豪情3D                       | 蒼井舞空            | 客串                                   |
| 2014 | 放手爱                       | 張悦                |                                        |
| 2014 | 拍得不錯－嚇鬼               | Charlene            |                                        |
| 2014 | 大茶飯                       | 阿媚                |                                        |
| 2015 | 雛妓                         | 何玉玲              | 二度入圍第34屆香港電影金像獎最佳女主角 |
| 2015 | 仙球大戰                     | 玲兒                |                                        |
| 2015 | 會痛的十七歲                 | 黎老師              |                                        |
| 2015 | 常在你左右                   | 雨欣                |                                        |
| 2017 | 原諒他77次                   | 呂慧心(Eva)         |                                        |
| 2018 | 斷片之險途奪寶               | 娜拉                |                                        |
| 2019 | 非分熟女                     | 小敏                | 三度入圍第38屆香港電影金像獎最佳女主角 |
| 2019 | 再見UFO                      | 林可兒              |                                        |
| 2020 | 聖荷西謀殺案                 | 張詠欣(Yanny)       |                                        |
| 2021 | 感動她77次                   | 呂慧心(Eva)         |                                        |
| 2022 | 給我1天                      | 陳善茹              | 大陸名《只屬於我們的一天》             |
| 2022 | 神探大戰                     | 陳儀                |                                        |
| 2023 | 金手指                       | 張嘉文              |                                        |
| 2025 | 祥賭必贏                     | 文菁                |                                        |

### 電視劇
| 年份 | 播出頻道（地區）           | 名稱                                      | 角色                     | 備註       |
| 2000 | 香港電台                   | 青春@Y2K                                  | 程莎莎（阿sa/ Charlene） |            |
| 2001 | 無綫電視                   | 陳奕迅音樂電影：藍寶石的夜空（音樂特輯）  | 石寶意                   |            |
| 2002 | （香港、台灣合拍）         | 齊天大聖孫悟空                            | 紫蘭仙子                 |            |
| 2002 | 無綫電視                   | 一Twins零一夜（音樂特輯）                 | 阿Sa                     |            |
| 2002 | 無綫電視                   | 衝上雲霄（第6集）                         | Charlene                 | 客串       |
| 2003 | now.com.hk（香港）         | 一起喝采 （第二集「喜歡你是你」）         | 啷啷小公主               | 客串       |
| 2003 | now.com.hk（香港）         | 2半3更之困                                | 阿Sa                     |            |
| 2003 | 寰宇娱乐（香港）           | 功夫足球                                  | 大爛蔡                   | 客串       |
| 2003 | 香港電台                   | 愛在陽光下 （全球同抗愛滋病運動音樂電影） | 愛滋病少女               |            |
| 2004 | （中國）                   | 家有寶貝                                  | 阿Sa                     | 客串       |
| 2004 | 無綫電視                   | 赤沙印記@四葉草.2                         | 阿Sa                     | 客串       |
| 2007 | 無綫電視                   | 森之愛情 （單元一「隔代·緣」）            | 菁藍∕慧芳                | 單元女主角 |
| 2010 | 華視（台灣）               | 呼叫大明星（5月16日首播）                 | 陳德馨                   |            |
| 2011 | （中國）                   | 劍俠情緣之藏劍山莊                        | 唐小婉/寧馨              | 第一女主角 |
| 2011 | （中國）                   | 歡樂元帥                                  | 小龍女                   |            |
| 2019 | 优酷，英皇娱乐             | PTU機動部隊                               | 何慧玲（Madam）          | 第一女主角 |
| 2022 | 騰訊視頻、愛奇藝、無綫電視 | 女法醫JD                                  | 宋安妍/ JD               | 第一女主角 |

### 电视节目
| 年份 | 播出頻道（地區） | 名稱            | 備註 |
| 2022 | 中国湖南卫视     | 乘风破浪的姐姐3 | 成團 |

### 微電影
- 受林俊傑邀約擔任《因你而在》十周年主打歌女主角（2013）

### 音樂錄影帶
- 《惜命命》 （友情出演，2013年作品，收錄於羅志祥《獅子吼》專輯）
- 《單》（友情出演，2016年作品，收錄於楊丞琳《年輪說》專輯）

### 電影粵語配音
- 《非常小特務之3D立體出擊》聲演 Juni（2003）
- 《小飛俠2004》聲演 小飛俠（2004）
- 《阿菲與阿May》（「護苗基金」教育動畫）聲演 阿菲（2005）
- 《小企鵝大長征》聲演 阿Sa（2005）
- 《四眼雞丁》聲演 鴨比（2005）
- 《閃閃的紅星之紅星小勇士》聲演 潘冬子（2007）
- 《藍精靈：迷失的村莊》聲演 美芝（2017）

### 舞台劇
- 《騎士星光》（內地）（2008）

- 《勁金歌曲Sing-a-long》（2009）

- 《櫻桃小丸子之灰姑娘音樂劇》（聲演）（2009）

```
《
情敵勸退師
》 （2019）
```

### 廣播劇
- 商業電台廣播劇《戀愛起義之不得了》飾 Charlene（2001）
- 香港電台廣播劇《氣象萬千》（2001）
- 商業電台廣播劇《女校男生》飾 Charlene（2001）
- 新城電台廣播劇《藍寶石的夜空》飾 石寶意（2001）
- 商業電台廣播劇《落入凡間的天使》（客串）（2001）
- 商業電台廣播劇《四點水》飾 莎莎（2001）
- 香港電台廣播劇《生人勿近》（2001）
- 香港電台廣播劇《恭喜發財馬友友》飾 SaSa（2002）
- 香港電台廣播劇《自由之丘》（客串）飾 July（2002）
- 商業電台廣播劇《I Love You Boyz 萬世巨星》（客串）（2002）
- 商業電台廣播劇《小火花》飾 Charlene（2002）
- 商業電台廣播劇《四點水續集之落雨路》飾 莎莎（2003）
- 商業電台廣播劇《I Love You Boyz》（客串）（2003）
- 商業電台廣播劇《亂世佳人》飾 阿Sa（2003）
- 香港電台廣播劇《無可奉告》飾 阿喪（2004）
- 商業電台廣播劇《短篇連續劇——丟架》（2004）
- 新城電台廣播劇《小木偶冰上奇遇記》飾 小木偶（2004）
- 商業電台廣播劇《短篇連續劇——精選》（2004）
- 商業電台廣播劇《36計》飾 阿紗（2005）
- 馬來西亞廣播劇《見習一叮》（2005）
- 新城電台廣播劇《10分愛》飾 張甜美（2006）
- 商業電台廣播劇《黃金少年》（客串）（2006）
- 香港電台第二台廣播劇《結婚花車》飾Zoe(2016)

## 音樂錄影帶

### 演出
- 大開眼戒（陳奕迅主唱）（收錄於「The Easy Ride」）（2001）
- 他一個人（陳奕迅主唱）（TVB版本）（收錄於「The Easy Ride」）（2001）
- 先知（關智斌主唱）（收錄於「On Coming」）（2005）
- Make A Wish（「Make A Wish 願望成真基金」十週年宣傳歌）（收錄於「Make A Wish」）（2008）
- Make A Wish（「Make A Wish 願望成真基金」十週年宣傳歌）（TVB版本）（收錄於「Make A Wish」）（2008）
- 小酒窩（國）（與林俊傑合唱）（收錄於「JJ陸」）（2008）
- 唱旺09（與林峯、王祖藍、泳兒、陳偉霆、鍾舒漫、張致恒合唱）（收錄於「唱旺09（新曲+精選）」）（2009）
- 二缺一（收錄於「二缺一」）（2009）
- I'm Sorry（收錄於「二缺一」）（2009）
- 氫氣球（收錄於「二缺一」）（2009）
- 明知你的他沒有（收錄於「二缺一」）（2009）
- I'm Sorry（TVB版本）（收錄於「二缺一」）（2009）
- 生還者（TVB版本）（收錄於「Another Me」）（2009）
- 生還者（收錄於「Another Me」）（2009）
- 放得低（收錄於「Another Me」）（2009）
- 幸福空氣（收錄於「Another Me」）（2009）
- 穿心箭（陳偉霆主唱）（收錄於「Do You Wanna Dance」）（2010）
- 愛贏才會拼（國）（收錄於「As a Sa」）（2010）
- 往事並不如煙（國）（收錄於「As a Sa」）（2010）
- 大風暴（國）（收錄於「As a Sa」）（2010）
- 知己（國）（收錄於「As a Sa」）（2010）
- 一直都在（與林峯合唱）（電影《翡翠明珠》主題曲）（收錄於「Come 2 Me」）（2010）
- 一直都在（國）（與林峯合唱）（電影《翡翠明珠》主題曲）（收錄於「翡翠明珠電影原聲大碟」）（2010）
- 簡簡單單（收錄於「Beauty Remains」）（2010）
- 煞有介事（收錄於「Beauty Remains」）（2010）
- 早沾勿藥（收錄於「Beauty Remains」）（2010）
- 叻叻兔福星（與杜汶澤、王祖藍合唱）（收錄於「叻叻兔福星」）（2011）
- 年年（收錄於「Sweetest Day」）（2011）
- 大人國（收錄於「Sweetest Day」）（2011）
- 明明（收錄於「Montage」）（2012）
- 白頭到老（收錄於「Montage」）（2012）
- 错过（收錄於「Blooming」）（2013）
- 活着（收錄於「Blooming」）（2013）
- 聪明笨伯（收錄於「Blooming」）（2013）
- 怜香惜玉（收錄於「Blooming」）（2013）
- 薄雾（收錄於「Blooming」）（2013）
- 惜命命（羅志祥主唱）飾 少年時羅媽媽（收錄於「獅子吼」）（2013）
- 單（收錄於楊丞琳「年輪說」）（2016）

### 監製
- 飄零燕（Twins主唱）（收錄於「我們相愛6年」）（2007）

### 導演
- 想這樣得那樣（編劇及導演）（吳雨霏主唱）（2007香港藝術節「陳輝陽X十二大導『十二金釵眾生花』現場創作音樂會」短片）（收錄於「十二金釵眾生花」）（2007）
- 放得低（與莊少榮合導）（收錄於「Another Me」）（2009）

## 出版作品

### 書籍
- 《單·親·愛》（與蔡爸爸合著∕明報 出版∕ISBN 978-988-99300-3-5）（2008）
- 《單·親·愛（內地引進版）》（與蔡爸爸合著∕萬卷出版公司 出版∕ISBN 978-7-80759-389-8）（2009）

## 設計
- 書籍封面設計：《親親領袖——七歲孩子》（查小欣 著∕明窗 出版∕ISBN 962-973-941-0）（2004）
- 標誌設計：「我們相愛6年」標誌（2007）
- 唱片封套設計：「Go!（特別版）」DVD（洪卓立）（2008）
- 模型設計：香港迪士尼樂園「一鼠萬利過好年」米奇老鼠模型（主題：人氣）（2008）
- 飾物設計：Aiyaya哎呀呀皇冠飾物（內地）（2008）
- 服飾設計：EPS iDo X b+ab EPS iDo Tee（2008）
- 手錶設計：Swatch Plastic Royale「Joy of Life：Fill in the Blanks」（2008）
- 粉盒設計：Maybelline Angelfit盈亮素肌自然無瑕兩用粉餅（Charlene別注版）（2009）
- 模型設計：新都會廣場 X b+ab「Dark Forest in Metro Plaza」模型（2009）
- 環保袋設計：聯合國兒童基金會 X 崇光百貨「Sweet 16送暖到泰北慈善活動」環保袋（2009）

## 獎項

### 電影獎項

#### 獲獎
| 年份   | 頒獎典禮                               | 獎項                                         | 作品                        | 結果 |
| ------ | -------------------------------------- | -------------------------------------------- | --------------------------- | ---- |
| 2004年 | 第4屆華語電影傳媒大獎頒獎典禮          | 港台最受歡迎女演員金獎                       | 《下一站…天后》、《千機變》 | 獲獎 |
| 2006年 | Yahoo!搜尋人氣大獎                     | 本地電影女演員                               |                             | 獲獎 |
| 2007年 | 香港特區十周年電影選舉                 | 我最喜愛新世代女演員                         |                             | 獲獎 |
| 2007年 | 香港特區十周年電影選舉                 | 最具潛質女演員                               |                             | 獲獎 |
| 2007年 | 香港國際影視展及香港亞洲電影投資會2007 | 香港影視業調查報告─香港電影市場最賣座女藝人  |                             | 獲獎 |
| 2007年 | 第11屆韓國富川國際幻想電影節」         | 最佳女主角                                   | 《妄想》                    | 獲獎 |
| 2007年 | 第12屆香港電影金紫荊獎                 | 最佳女主角                                   | 《戲王之王》                | 獲獎 |
| 2007年 | 第12屆香港電影金紫荊獎                 | 最受歡迎女主角                               | 《戲王之王》                | 獲獎 |
| 2007年 | 2007年度第五屆MTV超級盛典              | 港台最具風格女演員                           |                             | 獲獎 |
| 2008年 | 香港國際影視展及香港亞洲電影投資會2008 | 香港影視業調查報告──香港電影市場最賣座女藝人 |                             | 獲獎 |
| 2008年 | 「騰訊網2008星光大典」                 | 港台地區年度電影女演員                       |                             | 獲獎 |
| 2009年 | 香港國際影視展及香港亞洲電影投資會2009 | 香港影視業調查報告──香港電影市場最賣座女藝人 |                             | 獲獎 |
| 2011年 | 第4屆華鼎獎                            | 華語奇幻電影最佳演員                         | 《風雲Ⅱ》                   | 獲獎 |
| 2012年 | 第2屆樂視影視盛典                      | 電影最受歡迎演員                             | 《白蛇傳說》                | 獲獎 |
| 2014年 | 第6屆澳門國際電影節                    | 最佳女主角                                   | 《雛妓》                    | 獲獎 |
| 2015年 | 大阪亞洲電影節2015                     | 特別表揚獎                                   | 《雛妓》                    | 獲獎 |
| 2015年 | 第15屆華語電影傳媒大獎                 | 年度最受歡迎女演員                           | 《雛妓》                    | 獲獎 |
| 2015年 | Yahoo!搜尋人氣大獎2015                 | 本地女演員                                   |                             | 獲獎 |
| 2015年 | 第六屆「太子珠寶鐘錶精英獎」           | 影藝代表                                     |                             | 獲獎 |
| 2019年 | 第二屆MOVIE6全民票選電影大獎           |                                              |                             | 獲獎 |
| 2019年 | 香港電影我撐場民選大獎2019             |                                              |                             | 獲獎 |
| 2023年 | 第36屆華鼎獎                           | 華語電影最佳女主角                           | 《神探大戰》                | 獲獎 |

#### 提名
| 年份   | 頒獎典禮                           | 獎項             | 作品                                                             | 結果         |
| ------ | ---------------------------------- | ---------------- | ---------------------------------------------------------------- | ------------ |
| 2002年 | 第21屆香港電影金像獎               | 最佳新演員       | 《常在我心》                                                     | 提名         |
| 2003年 | 明報周刊演藝動力大獎2003           | 最突出女演員     | 《下一站…天后》                                                  | 提名         |
| 2004年 | 2003年度第10屆香港電影評論學會大獎 | 最佳女演員       | 《古宅心慌慌》                                                   | 提名最後六強 |
| 2004年 | 第23屆香港電影金像獎               | 最佳原創電影歌曲 | 下一站天后《下一站…天后》 作曲：伍樂城 填詞：黃偉文 主唱：蔡卓妍 | 提名         |
| 2007年 | 明報周刊演藝動力大獎2007           | 最突出女演員     | 《戲王之王》                                                     | 提名         |
| 2008年 | 2007年度第14屆香港電影評論學會大獎 | 最佳女演員       | 《戲王之王》                                                     | 提名最後六強 |
| 2008年 | 第27屆香港電影金像獎               | 最佳女主角       | 《戲王之王》                                                     | 提名         |
| 2015年 | 2014年度第21屆香港電影評論學會大獎 | 最佳女演員       | 《雛妓》                                                         | 提名最後五強 |
| 2015年 | 第34屆香港電影金像獎               | 最佳女主角       | 《雛妓》                                                         | 提名         |
| 2015年 | 第15屆華語電影傳媒大獎             | 最佳女主角       | 《雛妓》                                                         | 提名         |
| 2019   | 第38屆香港電影金像獎               | 最佳女主角       | 《非分熟女》                                                     | 提名         |
| 2020   | 第39屆香港電影金像獎               | 最佳女配角       | 《聖荷西謀殺案》                                                 | 提名         |

### 音樂獎項、投票
| 年份   | 獎項 |
| 2008年 | - 新城國語力頒獎禮2008：新城國語力歌曲（《妹妹》）、新城國語力熱爆K歌（《妹妹》）、新城國語力全國最受歡迎偶像。 - 2008勁歌金曲優秀選第二回：得獎歌曲（《Make a Wish》）。 - 2008年TVB8金曲榜頒獎典禮：金曲獎（《妹妹》）。 - 第六屆Yahoo!搜尋人氣大獎2008：十大人氣歌曲（《Make a Wish》）、人氣國語歌曲（《小酒窩》）。 - 2008勁歌金曲優秀選第三回：最受歡迎華語歌曲獎（《小酒窩》）。 - 音樂先鋒榜2008年度頒獎典禮：先鋒對唱金曲（《小酒窩》）、最受歡迎先鋒女歌手、網上最具人氣先鋒女歌手。 - 新城勁爆頒獎禮2008：新城勁爆歌曲（《Make a Wish》）、新城勁爆合唱歌曲（《小酒窩》）、新城勁爆卡拉OK 歌曲（《小酒窩》）、新城全國樂迷投選勁爆歌手。 - 2008年度十大勁歌金曲頒獎典禮：最受歡迎華語歌曲獎（銀獎）（《小酒窩》）。 - 2008年度北京流行音樂典禮（中國歌曲排行榜年度頒獎禮）：年度金曲（《小酒窩》）。 - SINA Music樂壇民意指數頒獎禮2008：最高收聽率二十大歌曲（《Make A Wish》）、Sina至尊大獎——新歌試聽合唱國語歌曲大獎（《小酒窩》）。 - 第31屆十大中文金曲頒獎音樂會：全國最佳中文歌曲獎（《小酒窩》）。 - uChannel uChoice音樂評選2008：Youth最愛年度十大歌曲（《Make a Wish》）、Youth最愛國語歌曲（《小酒窩》）。 - 第2屆百度娛樂沸點2008年度盤點：最熱門十大金曲（《小酒窩》）。 - 第1屆香港數碼音樂頒獎典禮：最高次數原音鈴聲歌曲（《小酒窩》）。 - 2009雪碧中國原創音樂流行榜：最佳合唱歌曲獎（《小酒窩》）、最受歡迎女歌手（香港區）、傳媒大獎（香港區）。 - 音樂之聲Music Radio中國Top排行榜：港台年度金曲（《小酒窩》）。 - 第2屆城市之音至尊金榜：年度最佳合唱單曲金奬（《小酒窩》）。 |
| 2009年 | - 2009勁歌金曲優秀選第一回：得獎歌曲（《二缺一》）。 - 第6屆勁歌王全球華人樂壇年度總選頒獎典禮：粵語金曲獎（《二缺一》）、最佳合唱歌（《小酒窩》）、勁歌王傳媒大獎。 - 新城國語力頒獎禮2009：新城國語力歌曲（《小酒窩》）、新城國語力勁爆K歌（《小酒窩》）、新城國語力全國最受歡迎偶像。 - 2009勁歌金曲優秀選第二回：得獎歌曲（《I'm Sorry》）。 - 第9屆全球華語歌曲排行榜頒獎典禮：年度最佳男女對唱歌曲獎（《小酒窩》）、最佳二十大金曲獎（《二缺一》）、年度最受歡迎華語樂壇女歌手五強。 - Yahoo!搜尋人氣大獎2009：十大人氣歌曲（《二缺一》）。 - 2009勁歌金曲優秀選第三回：得獎歌曲（《生還者》）。 - 2009年TVB8金曲榜頒獎典禮：金曲獎（《二缺一》）。 - 2009中國移動無線音樂咪咕匯：最暢銷對唱金曲（《小酒窩》）。 - 2009年度四台聯頒音樂大獎：卓越表現大獎金獎。 - 新城勁爆頒獎禮2009：新城勁爆歌曲（《二缺一》）、新城勁爆改編歌曲（《I'm Sorry》）、新城全國樂迷投選勁爆歌手大獎、新城勁爆女歌手。 - 第32屆十大中文金曲頒獎音樂會：優秀流行歌手大奬。 - 2009年度加拿大至HIT中文歌曲排行榜：全國推崇十大粵語歌曲（《二缺一》）。 - 2009年度十大勁歌金曲頒獎典禮：十大勁歌金曲獎（《二缺一》）、2009年度傑出表現獎（銀獎）。 - uChannel千禧十年．音樂盛放分享會：千禧十年健康形象藝人獎。 - SINA Music樂壇民意指數頒獎禮2009：最高收聽率二十大歌曲（《二缺一》）、傑出表現大獎、最高點擊率歌手。 - 音樂先鋒榜2009年度頒獎典禮: 港台十大先鋒金曲（《二缺一》）、最受歡迎先鋒女歌手五強、先鋒K歌后。 - 第2屆香港數碼音樂頒獎典禮：最高次數點播歌曲（《二缺一》）、最高次數下載歌曲（《二缺一》）、最高次數原音鈴聲歌曲（《二缺一》）、最高次數接駁鈴聲歌曲（《二缺一》）、最高銷量歌曲（《二缺一》）。 - IFPI香港唱片銷量大奬2009：十大銷量廣東唱片（《二缺一》）、十大銷量廣東唱片（《Another Me》）、十大銷量本地歌手。 - CCTV風雲音樂環球紅歌盛典：年度金曲（《小酒窩》）。 |
| 2010年 | - 2010勁歌金曲優秀選第一回：得獎歌曲（《放得低》）。 - 新城國語力頒獎禮2010：新城國語力全國最受歡迎偶像、新城國語力歌曲《知己》、新城國語力女歌手。 - CCTV風雲音樂環球紅歌盛典：年度金曲（《小酒窩》）。 - 加拿大至HIT中文歌曲排行榜：全國推崇十大粵語歌曲（《二缺一》）。 - 第7屆勁歌王全球華人樂壇年度總選頒獎典禮：國語金曲獎（《知己》）、年度最佳專輯（《二缺一》）。 - 華語金曲獎2010：十大華語金曲（《大風暴》）、年度最佳KTV歌曲（《小酒窩》）。 - 2010勁歌金曲優秀選第二回：得獎歌曲（《一直都在》）、最受歡迎華語歌曲獎（《往事並不如煙》）。 - 第10屆全球華語歌曲排行榜頒獎典禮：最佳二十大金曲獎（《往事並不如煙》）、最受歡迎女歌手五強、年度全能藝人。 - Yahoo!搜尋人氣大獎2010：人氣國語歌曲（《愛贏才會拼》）、人氣搜尋最強電影歌曲（《一直都在》）、亞洲最具號召力香港女藝人。 - 2010勁歌金曲優秀選第三回：得獎歌曲（《簡簡單單》）。 - 2010年TVB8金曲榜頒獎典禮：金曲獎（《知己》）。 - 新城勁爆頒獎禮2010：新城勁爆歌曲 《簡簡單單》、新城勁爆女歌手、新城全國樂迷投選勁爆歌手大獎 - 2010年度十大勁歌金曲頒獎典禮：十大勁歌金曲獎（《放得低》）、最受歡迎合唱歌曲獎（《一直都在》）。 |
| 2011年 | - IFPI香港唱片銷量大奬2010：十大銷量國語唱片（《As A Sa》）。 - 音樂先鋒榜2010年度頒獎典禮: 十大先鋒金曲（《知己》）、年度對唱金曲（《一直都在》）、港台最受歡迎先鋒女歌手。 - 2011勁歌金曲優秀選第一回：得獎歌曲（《年年》）。 - 新城國語力頒獎禮2011：新城國語力女歌手。 - 第11屆全球華語榜頒獎盛典：年度二十大金曲《早沾勿藥》。 - 第8届勁歌王金曲金榜頒獎禮：最愛歌手大獎。 - uChannel我撐起樂壇2011頒獎禮：Youth最喜愛十大金曲（《年年》）、全國最喜愛廣東歌曲（《年年》）。 - 音樂先鋒榜2011年度頒獎典禮：年度K歌后。 - Yahoo!搜尋人氣大獎2011：十大人氣歌曲（《年年》）、亞洲最具號召力香港女藝人。 - 新城勁爆頒獎禮2011：新城勁爆歌曲（《年年》）。 - SINA Music樂壇民意指數頒獎禮2011：新浪微博最高人氣關注歌手、最高收聽率二十大歌曲（《年年》）。 - 2011年度十大勁歌金曲頒獎典禮：十大勁歌金曲獎（《年年》）。 - 第34屆十大中文金曲頒獎音樂會：十大中文金曲（《年年》）。 |
| 2012年 | - IFPI香港唱片銷量大奬2011：十大銷量廣東唱片（《Sweetest Day》）。 - 2012勁歌金曲優秀選第2回：《明明》、《白頭到老》。 - 新城國語力頒獎禮2012：新城國語力歌曲（《為什麼》）、新城國語力女歌手、新城國語力亞洲人氣偶像 。 - 新城勁爆頒獎禮2012：新城勁爆歌曲（《白頭到老》）、新城勁爆亞洲歌手大獎。 - 2012年度十大勁歌金曲頒獎典禮：十大勁歌金曲獎（《白頭到老》）。 - SINA Music樂壇民意指數頒獎禮2012：最高收聽率二十大歌曲（《明明》）、新浪微博發聲女歌手。 - 第35屆十大中文金曲頒獎音樂會：十大中文金曲（《明明》）。 - 音樂先鋒榜2012年度頒獎典禮：港台十大先鋒金曲（《為什麼》）、先鋒K歌后。 |
| 2013年 | - 第13屆全球華語歌曲排行榜：年度全能藝人獎、年度二十大金曲（《錯過》）。 - 音樂先鋒榜2013年度頒獎典禮：最受欢迎先锋女歌手五强、“碰碰网”网上最具人气先锋女歌手、港台十大先锋金曲奖（《錯過》）。 - Yahoo!搜尋人氣大獎2013：人氣熱門搜尋微電影女主角、香港最具號召力女藝人、人氣歌曲（《錯過》）。 |
| 2014年 | - IFPI香港唱片銷量大奬2013：十大銷量廣東唱片（《Blooming》）。 - Yahoo!搜尋人氣大獎2014：香港最具號召力女藝人。 |
| 2015年 | - 風從東方來娛樂影響力盛典：港台地區跨界女藝人。 |

### 紀錄票選
| 年份   | 獎項 |
| 2002年 | - 「香港紅磡體育館」：最年輕於紅館開個人演唱會的香港藝人（「Ichiban興奮演唱會」，其時19歲）。 |
| 2006年 | - 「香港杜莎夫人蠟像館」：最年輕獲邀於館內設立蠟像的香港藝人（其時23歲）。 - 「全國舞林大會總決賽」：最亮麗舞者。 - 「全國舞林大會總決賽」：第四名。 |
| 2007年 | - 「香港國際影視展及香港亞洲電影投資會2007」：香港影視業調查報告──香港電影市場最賣座女藝人。 |
| 2008年 | - 「第四屆香港IT至尊大獎」：最受歡迎封面人物獎。 - 「第四屆香港IT至尊大獎」：IT產品代言人大獎。 - 「香港國際影視展及香港亞洲電影投資會2008」：香港影視業調查報告──香港電影市場最賣座女藝人。 - 「TVB周刊2008最強人氣品牌大獎」：2008最強人氣廣告天后。            |
| 2009年 | - 「香港國際影視展及香港亞洲電影投資會2009」：香港影視業調查報告──香港電影市場最賣座女藝人。 - 「第21屆十大衣着人士大獎」：十大傑出衣着人士。 - 「TOUCH Brands+TOUCH Icon 2009」：Icon of the Year。                                                              |
| 2010年 | - 「2010福布斯中國名人榜」：第五十二位。 - 「Yahoo!感情品牌大獎2009-2010」：廣告代言人獎。 |
| 2011年 | - 「Yahoo!感情品牌大獎2010-2011」：廣告代言人獎。 - 「2011福布斯中國名人榜」：第七十九位。 |
| 2012年 | - 「2012福布斯中國名人榜」：第八十二位。 |
| 2013年 | - 「中國慈善排行榜」：中國慈善明星。 - 「2013福布斯中國名人榜」：第六十九位。 |
| 2014年 | - 「微博之星2013」：2013微博影响力十大香港名人第四位。 - 「微博之星2013」：2013微博給力女演員 (以《超級經理人》及超過五成的投票率奪得) - 「2014福布斯中國名人榜」：第七十二位。 - 「2014小資風尚盛典」：年度演藝風尚明星。 - 「2014女性傳媒大獎」：年度突破女性。 |
| 2015年 | - 「2015福布斯中國名人榜」：第九十位。 - 「微博之星2014」：2014微博影响力十大香港名人第六位。 |
| 2016年 | - Elite Awards 星級企業大獎2015：星級品牌女代言人 - 「微博之星2015」：2015微博影响力十大香港名人第九位。 - 「微博之星2015」：2015微博給力女演員 (憑電影《雛妓》 何玉玲一角奪得) - 第十三屆（2016）中國慈善榜：年度榜樣慈善明星                                    |

## 備註
由於近年在YouTube
https://www.youtube.com/channel/UCKmJZB_gM4o7PcIZNa29Rpw （页面存档备份，存于）
中影片受影響。因為與週栢毫演出任何節目。